# Veverské Knínice
Veverské Knínice (in tedesco Deutsch Kinitz) è un comune della Repubblica Ceca facente parte del distretto di Brno-venkov, in Moravia Meridionale.